# 張泰 (天順進士)
張泰（1436年—1480年），字亨父，號滄洲，直隸蘇州府太倉州人，明朝政治人物、文學家。

## 生平
天順三年（1459年）己卯科應天鄉試舉人，四年（1460年）庚辰科會試中副榜，八年（1464年）甲申科進士。選庶吉士，授翰林院檢討，成化十六年（1480年）升翰林院修撰，踰月得暴病卒。

## 著作
張泰少有文才，與同郡陸釴、陸容齊名，號「婁東三鳳」。為人恬淡自守，詩名與李東陽並論。有《滄洲集》。

## 延伸阅读
[在维基数据编辑]
 在维基文库阅读此作者作品
 《明史卷二百八十六》，出自《明史》
 《明史卷一百八十六》，出自《明史》